# Carles Sarthou Carreres
Carles Sarthou Carreres (Vila-real, 3 de novembre de 1876 - Xàtiva, 21 de juliol de 1971) fou un jutge i escriptor valencià.

## Joventut
Fill del passant de notari Carles Sarthou Monfort i de Rosa Carreres Monllade. La família dels Sarthou, d'ascendència francesa, es van establir com a comerciants a Vila-real al segle xviii. Graduat com a batxiller l'any 1893, continua estudis de Dret a València fins a obtenir la llicenciatura l'any 1901. Dos anys més tard, llegeix a Madrid la tesi doctoral. També el seu germà Vicente va seguir la carrera judicial.
Després del seu matrimoni l'any 1904 amb la senyoreta Lídia Vila Bou, inicia la seua activitat professional com a secretari judicial a Vila-real. Ací va ser fundador i primer president de la secció local de la Creu Roja Espanyola i el 15 d'octubre de 1906 va pronunciar un vibrant discurs a la plaça Major en el transcurs de la gran concentració d'agricultors en defensa del comerç dels cítrics. Igualment, va promoure el 1905 les festes extraordinàries en honor de Cervantes en la commemoració del tercer centenari de la publicació del Quixot, i va col·laborar en la recepció al rei Alfons XIII en la seua visita al sepulcre de la Basílica de Sant Pasqual d'aquell mateix any.

## Trajectòria i obra
L'any 1909 aconsegueix la plaça titular a Borriana que va ocupar fins al 1920, data en què es va traslladar a Xàtiva, on va exercir com a jutge i arxiver municipal. La seua primera filla, Lídia (1905), va morir al malaurat incendi del cinema "La Luz" de Vila-real a l'edat de set anys, la qual cosa va colpir emocionalment el matrimoni que, temps després van tenir una altra filla, igualment anomenada Lídia, i un fill, Carles. El 1926 va contraure nou matrimoni amb Josefa Calabuig.
La seua inquietud cultural comença a manifestar-se l'any 1909 amb la publicació d'estudis com "Viaje por los santuarios de la provincia de Castellón", o "Impresiones de mi tierra", que motiven la seua col·laboració com a autor del volum corresponent a Castelló en la "Geografía General del Reino de Valencia" dirigida per Francesc Carreras Candi l'any 1913. Eixe any és nomenat membre corresponent de la Reial Acadèmia de la Història i adscrit a la Comissió Provincial de Monuments de Castelló (l'any 1921 ho seria de la de València). En 1919 és designat delegat reial de Belles Arts a Castelló.
Ja traslladat a Xàtiva, dirigeix el Centre de Cultura Valenciana i, pels seus treballs en la recuperació del patrimoni artístic i documental de la ciutat, el 1923 rep el títol de Fill Adoptiu i, el 1940, el de Cronista Oficial. Durant aquests anys, Sarthou Carreres, pioner de la fotografia documental, recopila una gran col·lecció gràfica de centenars de clixés sobre cristall i cel·luloide (únic testimoni en l'actualitat de molts monuments i paisatges desapareguts a causa de la guerra o de l'activitat urbanística) que es tradueix en dos importants volums: Castillos de España i Catedrales de España, prologats per Azorín, a més d'una gran quantitat de xicotets estudis de temàtica artística i contingut religiós. Va ser col·laborador habitual de publicacions com Nuevo Mundo, La Il·lustració Catalana, Arte y Letras, ABC, La Tribuna, Nuevo Mundo, Juventud Valencianista o Arte y Letras.
L'any 1946 es va jubilar de la carrera judicial a Vicálvaro, cosa que li va permetre dedicar-se més intensament a l'activitat cultural. Va ser acadèmic corresponent de Belles Arts a Xàtiva (1953), membre de la Institució Alfons el Magnànim (1956), i de la "Hispanic Society" de Nova York (1959), col·laborador de nombroses revistes de divulgació i director del Museu Municipal de Xàtiva fins al 1961. La seua darrera publicació (d'un llistat que abasta els 83 títols) va ser un estudi sobre "Iconografia Mariana" (1961). Entre altres distincions va rebre la Medalla del Mèrit Turístic, Gran Creu de Plata de la Societat d'Amics dels Castells d'Espanya, Cronista d'Honor de la Corona d'Aragó, i va ser President de l'Associació Nacional de Secretaris Judicials d'Espanya.
El 21 de juliol de 1971 va morir a la ciutat de Xàtiva.